# Impatiens herbicola
Impatiens herbicola är en balsaminväxtart som beskrevs av Joseph Dalton Hooker. Impatiens herbicola ingår i släktet balsaminer, och familjen balsaminväxter. Inga underarter finns listade i Catalogue of Life.